# A Pico y Pala
A Pico y Pala es un festival solidario de música rock que ha celebrado cuatro ediciones en Peñarroya-Pueblonuevo y su quinto aniversario en Belmez, España. Está organizado por la asociación juvenil homónima desde sus inicios.

## Historia
Se celebró por primera vez en verano de 2016, en el campo de fútbol «El Antolín» de Peñarroya-Pueblonuevo. Contó con zona de acampada gratuita, actividades y mercadillos.
En la edición de 2017, se trasladó permanentemente a la piscina municipal, donde además de zona de acampada se contó con el uso y disfrute de las instalaciones, mercadillo, zona de relax con sombra, piscina, etc.
En 2018 pasó a haber actuaciones y conciertos durante tres días, siendo uno de ellos el mes anterior como fiesta de presentación.
Dado el poco apoyo institucional encontrado en su localidad, en diciembre del año 2019 se decidió por consenso no celebrar la quinta edición en la localidad peñarriblense, quedando en el aire dicha celebración y su ubicación.
Teniendo nueva localización y cita para el 10 y 11 de julio de 2020, se decidió desde la organización no anunciar oficialmente la celebración de su quinto aniversario para ese mismo año por la pandemia global del COVID-19, aunque se confirmó que seguirían fuertes y comenzarían desde cero en una nueva localidad que les brinda un apoyo incondicional.
El miércoles día 10 de febrero de 2021 la organización anunció que tenía cerrada su quinta edición y desveló la localidad y la fecha seleccionadas, siendo Belmez y los días 8 y 9 de julio de 2022.
Tras una quinta edición donde se consigue doblar cifras de asistencia y alcanzar alrededor de 1500 asistentes, el 90% de fuera de la localidad, el ayuntamiento belmezano decide rechazar la propuesta para la celebración de una nueva edición en la localidad belmezana, a pesar de la maravillosa acogida de los ciudadanos y pequeñas empresas que vieron en el evento un proyecto cultural y turístico idóneo para el progreso de Belmez en estos ámbitos. 
Desde 2023, la organización del festival continúa teniendo ofertas para alojar el evento y asentarse de una vez por todas en alguna localidad, pero han decidido tomarse un descanso hasta encontrar una oportunidad real y reunir fuerzas suficientes para continuar.

## Lista de ediciones

### 2016
- Jueves 23 de junio: Fiesta presentación (actividades acuáticas, espuma, tatuajes, tapas, talleres, mercadillo, fiesta DJ’s BassStage, Chino DJ y Luis Fernández DJ).

- Viernes 24 de junio: Reincidentes, Flitter, DeBruces, Kultura de Bar, The Birras Terror, Horror Business.

- Sábado 25 de junio: Envidia Kotxina, No Konforme, Penadas por la Ley, Malos Tragos, Yeska, Jo-DT, A Sako Pako.

- Escenario «El Terrible»:

Clásiko & Klayt, El Cota, Karma, Fatbwoys Sound System, Nuclear Sound, Mulholland, Full Laugh.

### 2017
- Jueves 1 de junio: Fiesta presentación (día de convivencia infantil, talleres y actividades, mercadillo, etc.).

- Viernes 2 de junio: Gatillazo, Vagos Permanentes, Trastienda RC, Kultura de Bar, Jo-DT, Fabes con Almejes, Staka, Cenizas del Edén, Ika, XpresidentX, Poco y Mal, Trigo Sucio, Guiri Garrapatero.

- Sábado 3 de junio: Boikot, Asfalto, Luka Sinraza, La Sombra del Vaso, Paté de Pato, Retales, Nocheterna, Ssuizidate y Punkto, Ofensiva, La Sombra del Grajo, Oktopussy, Kynikos Beta.

### 2018
- Sábado 16 de junio: (Fiesta presentación) Chinotazo, Marabunta, Gato Ventura, Hermanos Bastardos, Jo-DT, Petas y Birras Band, Ruido Bruto, Jarrea!, Peste y Mierda, Rasta-Z, Hábikas.

- Viernes 13 de julio: Arpaviejas, Carroña, DeBruces, Los Kultura, Por Instinto, Koakzión, Blokeo, Txulapos Muertos, Fabes con Almejes, Kerman.

- Sábado 14 de julio: Non Servium, Manifa, Suzio 13, The Birra’s Terror, Screams On Sunday, Novus Ordo, Sangre Salvaje, HCK Hard Core Krash, Mosh, Scape Land.

### 2019
- Sábado 8 de junio: (Fiesta presentación) Los Kultura, Viktima Verdugo, Tumbabirras, Ciudad Olvido, Desperdizios, Rockura Emergente.

- Viernes 5 de julio: Reincidentes, Guerrilla Urbana, Matando Gratix, Inkordia, Lulü (Forraje), The Nadies, A Remojo, Gato Ventura, Ruido Bruto, Pan-Z.

- Sábado 6 de julio: Narco, Sínkope, Chinotazo, Alademoska, La Vallekana Sound System, Mosh, Lèpoka, Koakzion, Fabes Con Almejes, Kiziho.

### 2022
- Viernes 8 de julio: La Vallekana Sound System, Hora Zulú, Def Con Dos, The Locos y Dreadsistance (en sustitución de Mosh).
- Sábado 9 de julio: Mala Reputación, Porretas, Desakato, Sons Of Aguirre & Scila, Kaos Urbano.